# Kirsten Leistner
Kristen Leistner, née le 7 mars 1984, PHD en génie chimique à l'université Chalmers de Technologie de Göteborg (Suède), est lauréate du prix l'Oréal-UNESCO pour les femmes et la science 2017.

## Parcours
Kirsten Leistner et sa consœur Julia Uddén ont reçu le prix L'Oréal-UNESCO pour les femmes et la science à Stockholm en Suède le 6 mars 2017 à Stockholm en Suède. A la clé, le montant de 17 000 USD (150 000 SEK) chacune avec un programme de mentorat d'un an reçu de la part de la Young academy of Sweden.
Kirsten Leistner a reçu ce prix pour sa recherche fructueuse sur la compréhension fondamentale de l'activité dépendante de la température des catalyseurs.
Le prix lui a été remis par la ministre suédoise de l'enseignement supérieur et de la recherche, Mme Helene Hellmark Knutsson. (source URL: )

## Recherches et publications
- Analyse basée sur POD des variations d'un cycle à l'autre dans un moteur diesel optiquement accessible, K Bizon, G. Continillo, KC Leistner, E Mancaruso, BM Vaglieco Actes de l'Institut de la Combustion 32 (2), 2809-2816
- Comparaison Cu / BEA, Cu / SSZ-13 et Cu / SAPO-34 pour les réactions ammoniac-SCR, K Leistner, O Mihai, K Wijayanti, un Kumar, K Kamasamudram, NW Currier, ... Catalyse aujourd'hui 258, 49-55
- Impact de la charge en cuivre sur la réduction catalytique sélective de NH3, les réactions d'oxydation et la formation de N2O sur Cu / SAPO-34 K Leistner, F Brüsewitz, K Wijayanti, Un Kumar, K Kamasamudram, ... Énergies 10 (4), 489[3]